# Veliki Kupci
Veliki Kupci (em cirílico: Велики Купци) é uma vila da Sérvia localizada na cidade de Kruševac, pertencente ao distrito de Rasina, na região de Rasina. A sua população era de 934 habitantes segundo o censo de 2011.

## Demografia
| 1948 | 1953 | 1961 | 1971 | 1981 | 1991 | 2002 | 2011 |
| ---- | ---- | ---- | ---- | ---- | ---- | ---- | ---- |
| 1091 | 1147 | 1175 | 1167 | 1171 | 1177 | 1035 | 934  |